# Słoneczne Wzgórze

Dzielnice i osiedla Kielc. Nr 17 na mapie – Słoneczne Wzgórze.

Słoneczne Wzgórze – część Kielc umiejscowiona w północno-wschodniej stronie miasta. Słoneczne Wzgórze graniczy z: Os. Świętokrzyskim, Uroczyskiem, Nowym Folwarkiem oraz Bociankiem. Jest to osiedle mieszkalne wybudowane w pierwszej połowie lat 80. XX wieku. Zabudowę stanowią bloki dwupiętrowe, czteropiętrowe oraz wieżowce mające od siedmiu do jedenastu pięter.

## Ulice i komunikacja
W skład ulic osiedla wchodzą:
- ul. Elizy Orzeszkowej,
- ul. Florentyny Malskiej,
- ul. Marii Krzyżanowskiej,
- ul. Emilii Znojkiewiczowej,
- ul. Mieczysławy Ćwiklińskiej,
- ul. Aleksandry Dobrowolskiej,
- ul. Gabrieli Zapolskiej.

Nazwy ulic nadano w roku 1997, jednak zaczęły one obowiązywać w kwietniu 2001 roku. Jednocześnie zmieniono numery budynków, nadawane według kolejności budowania bloków, na numery rosnące dla określonej ulicy. Przez pierwsze kilka lat na budynkach można było spotkać namalowane stare numery oraz tabliczki z nowymi numerami. Wraz z renowacją elewacji budynków stare numery budynków znikały.

## Ważniejsze obiekty
- Wszechnica Świętokrzyska,
- Szkoła Podstawowa nr 39[4],
- Przedszkole Samorządowe,
- Przychodnia Rejonowa nr 11.

Tuż obok osiedla znajduje się kościół pod wezwaniem św. Jadwigi Królowej.